# Matthew Ansara
Matthew Michael Ansara, lepiej znany jako Matthew Ansara (ur. 29 sierpnia 1965 w Los Angeles, zm. 25 czerwca 2001 w Monrovia) – amerykański aktor i kulturysta.

## Życiorys

### Wczesne lata
Urodził się w Los Angeles jako syn pary aktorskiej Barbary Eden, gwiazdy sitcomu NBC I Dream of Jeannie, i Michaela Ansary. Jego rodzice spotkali się w październiku 1957 na randce w ciemno, zorganizowanej przez jej publicystę i pobrali się trzy miesiące później. Mieli tylko jedno dziecko, poprzednia ciąża zakończyła się poronieniem. 
Zadebiutował mając zaledwie 19 miesięcy, gdy jego matka zaśpiewała z nim pojawiając się w programie CBS The Mike Douglas Show. Jego rodzice rozwiedli się 25 maja 1974 r.

### Kariera
Matthew postanowił rozpocząć karierę w show-biznesie. W wieku piętnastu lat po raz pierwszy zetknął się z aktorskim fachem, występując w pilotażowym odcinku serialu NBC Harper Valley PTA. Wśród produkcji filmowych z jego udziałem znajdują się: film akcji Con Games (2001), telewizyjna komedia Mamuśka w armii (Your Mother Wears Combat Boots, 1989), komedia To Protect and Serve (2001; rola główna).

### Życie prywatne
Uczęszczał do wielu szkół, w tym University of California w Santa Barbara, Valley College i University of California, Los Angeles, ale był jednocześnie uzależniony od narkotyków. W konfrontacji z rodzicami, spędził czas na rehabilitacji przez następnych czternaście lat. Ożenił się 24 lipca 1993 roku, ale małżeństwo przetrwało tylko dwa lata. 
Kiedy miał 29 lat zdiagnozowano u niego depresję kliniczną i przepisano leki. Był uzależniony od narkotyków w październiku 1999. W 2000 roku po długiej walce, stał się trzeźwy, miał ustaloną datę ślubu na wrzesień 2001 z Leanną Green, z którą się spotykał od roku 1999. Zmarł nieoczekiwanie 25 czerwca 2001 r. w wieku 35 lat, przedawkowując heroinę.